# Liste der Abkürzungen antiker Autoren und Werktitel/D
| Abk. Autor              | Autor                                                               | Autor                                                                                            | Edition |
|                         | Abk. Werk                                                           | Werktitel                                                                                        | Deutscher Titel |
| ----------------------- | ------------------------------------------------------------------- | ------------------------------------------------------------------------------------------------ | --- |
| DACL                    | Dictionnaire d’archéologie chrétienne et de liturgie                | Dictionnaire d’archéologie chrétienne et de liturgie                                             | Fernand Cabrol, Henri Leclercq (Paris 1907–1953) |
| Dam.                    | Damaskios                                                           | Damaskios                                                                                        | |
|                         | princ.                                                              | de principiis                                                                                    | |
|                         | vita Isid.                                                          | vita Isidori                                                                                     | |
| Damig.                  | Damigeron                                                           | Damigeron                                                                                        | Mely-Ruelle: Les lapidaires de l'antiquité 2 (Paris 1898)                                                                                            |
| Dan                     | Buch Daniel                                                         | Buch Daniel                                                                                      | |
|                         | Sus                                                                 | Susanna                                                                                          | Daniel 13 |
| DarSag                  | Dictionnaire des Antiquités Grecques et Romaines                    | Dictionnaire des Antiquités Grecques et Romaines                                                 | Charles Daremberg, Edmond Saglio (Paris 1877–1919)                                                                                                   |
| DB                      | Behistun-Inschrift                                                  | Behistun-Inschrift                                                                               | |
| Dein.                   | Deinarchos                                                          | Deinarchos                                                                                       | |
|                         |                                                                     | orationes                                                                                        | Reden |
| Demad.                  | Demades                                                             | Demades                                                                                          | |
|                         |                                                                     | orationes                                                                                        | Reden |
| Demai                   | Talmudtraktat Demai                                                 | Talmudtraktat Demai                                                                              | |
| Demetr.                 | Demetrios von Phaleron                                              | Demetrios von Phaleron                                                                           | |
|                         | eloc.                                                               | de elocutione                                                                                    | |
| Democh.                 | Demochares                                                          | Demochares                                                                                       | |
| Demokr.                 | Demokrit                                                            | Demokrit                                                                                         | Friedrich Wilhelm August Mullach (Berlin 1843) |
| Demoph.                 | Demophilos                                                          | Demophilos                                                                                       | |
|                         | sent.                                                               | sententiae                                                                                       | |
|                         | sim.                                                                | similitudines                                                                                    | |
| Demosth.                | Demosthenes                                                         | Demosthenes                                                                                      | |
|                         | epist.                                                              | epistulae                                                                                        | Briefe |
|                         | Lept.                                                               | Κατὰ Λεπτίνους (Katà Leptínous)                                                                  | Rede gegen Leptines (Or. 20) |
|                         | Epit.                                                               | Λόγοι ἐπιτροπικοί (Lógoi epitropikoí)                                                            | Epitropische Reden (gegen die Treuhänder des väterlichen Erbes; Or. 27-31)                                                                           |
|                         | Olynth.                                                             | Ὀλυνθιακοὶ λόγοι (Olynthiakoì lógoi)                                                             | Reden zur Unterstützung der Stadt Olynth (Or. 1-3)                                                                                                   |
|                         | or.                                                                 | orationes                                                                                        | Reden |
|                         | Philipp.                                                            | Φιλιππικοὶ λόγοι (Philippikoì lógoi)                                                             | Reden gegen Philipp (Or. 4, 6, 9, 10) |
|                         | prooem.                                                             | prooemia                                                                                         | Vorreden |
|                         | Steph.                                                              | Περὶ τοῦ στεφανοῦ (Perì toû stephanoû)                                                           | Über die Krone (Or. 18) |
|                         | Symm.                                                               | Περὶ τῶν συµµορίων (Perì tôn symmoríōn)                                                          | Über die Symmorien (Or. 14) |
| DER                     | Derech Erez Rabba                                                   | Derech Erez Rabba                                                                                | M. Higger (Hg.): The Treatises Derek Erez, Masseket Derek Erez, Pirke Ben Azzai, Tosefta Derek Erez. 2 Bde., New York 1935, Nachdruck Jerusalem 1970 |
| DES                     | Derech Erez Zuta                                                    | Derech Erez Zuta                                                                                 | D. Sperber (Hg.): Masechet Derech Eretz Zutta and Perek Ha-Shalom. Jerusalem 1994                                                                    |
| DevR                    | Devarim Rabba (Midrasch zum 5. Buch Mose)                           | Devarim Rabba (Midrasch zum 5. Buch Mose)                                                        | Saul Lieberman (Hg.): Midrash Debarim Rabbah. Jerusalem 1940, 21964, Nachdruck 1992 (s. auch Midrasch Rabba)                                         |
| Dict. Cret.             | Dictys Cretensis                                                    | Dictys Cretensis                                                                                 | |
|                         |                                                                     | Ephemeris belli Troiani                                                                          | Tagebuch des trojanischen Krieges |
| Did.                    | Didymos Chalkenteros                                                | Didymos Chalkenteros                                                                             | |
|                         | in Dem.                                                             | in Demosthenem                                                                                   | |
| Did.                    | Didache (Doctrina duodecim apostolorum) Διδαχὴ τῶν δώδεκα ἀποστόλων | Didache (Doctrina duodecim apostolorum) Διδαχὴ τῶν δώδεκα ἀποστόλων                              | |
| Didask.                 | Didaskalia Apostolorum                                              | Didaskalia Apostolorum                                                                           | |
| Didym. Alex.            | Didymos von Alexandria                                              | Didymos von Alexandria                                                                           | |
| Diels                   | Hermann Diels: Die Fragmente der Vorsokratiker                      | Hermann Diels: Die Fragmente der Vorsokratiker                                                   | 5. Aufl. (1934/37) |
| Diels, Dox.             | Hermann Diels: Doxographi Graeci                                    | Hermann Diels: Doxographi Graeci                                                                 | (Berlin 1879) |
| Dig.                    | Corpus Iuris Civilis, Digesta (Pandekten)                           | Corpus Iuris Civilis, Digesta (Pandekten)                                                        | Theodor Mommsen, Paul Krüger (Berlin 1870) |
| Dikaiarch.              | Dikaiarchos                                                         | Dikaiarchos                                                                                      | |
| Dio Cass.               | Cassius Dio                                                         | Cassius Dio                                                                                      | |
|                         |                                                                     | ‘Ῥωμαϊκὴ ἱστορία (Romaike historia)                                                              | |
|                         | Urs.                                                                | fragmenta Ursiniana                                                                              | Fragmentsammlung des Fulvio Orsini |
|                         | Val.                                                                | fragmenta Valesiana                                                                              | Fragmentsammlung des Henricus Valesius |
|                         | Xiph.                                                               | epitome Xiphilini                                                                                | Auszug des Johannes Xiphilinos |
|                         | Zon.                                                                | epitome Zonarae                                                                                  | Auszug des Johannes Zonaras |
| Diod.                   | Diodorus Siculus                                                    | Diodorus Siculus                                                                                 | |
|                         |                                                                     | Bibliotheca historica Βιβλιοθήκη ἱστορική (Bibliothḗkē historikḗ)                                | |
|                         | exc. Photii                                                         | excerpta Photii                                                                                  | Auszüge des Photios |
| Diod. Tars.             | Diodoros von Tarsos                                                 | Diodoros von Tarsos                                                                              | |
| Diog. Laert. (Diog. L.) | Diogenes Laertios                                                   | Diogenes Laertios                                                                                | |
|                         |                                                                     | de clarorum philosophorum vitis Βίοι φιλοσόφων (Bíoi philosóphōn)                                | Lebensbeschreibungen der Philosophen |
|                         | epigr.                                                              | epigrammata                                                                                      | |
| Diogenian.              | Diogenianos Grammatikos                                             | Diogenianos Grammatikos                                                                          | |
| Diogn.                  | Diognetbrief                                                        | Diognetbrief                                                                                     | |
| Diom.                   | Diomedes Grammaticus                                                | Diomedes Grammaticus                                                                             | |
|                         |                                                                     | ars grammatica                                                                                   | |
| Dion. Call.             | Dionysios, Sohn des Kalliphon                                       | Dionysios, Sohn des Kalliphon                                                                    | |
|                         | anagr.                                                              | Ἀναγραφὴ τῆς Ἑλλαάδος (geogr. Beschreibung Griechenlands)                                        | |
| Dion. Chrys.            | Dion Chrysostomos                                                   | Dion Chrysostomos                                                                                | |
|                         |                                                                     | orationes                                                                                        | |
| Dion. Exig.             | Dionysius Exiguus                                                   | Dionysius Exiguus                                                                                | |
|                         | pasch.                                                              | liber de paschale                                                                                | Buch über das Osterfest |
| Dion. Hal.              | Dionysios von Halikarnassos                                         | Dionysios von Halikarnassos                                                                      | |
|                         | Amm.                                                                | epistula ad Ammaeum Πρὸς Ἀµµαῖον ἐπιστολή (Pròs Ammaîon epistolḗ)                                | Brief an Ammaeus |
|                         | ant. (arch.)                                                        | antiquitates Romanae Ῥωµαικὴ ἀρχαιολογία (Rhōmaikḕ archaiología)                                 | Römische Altertümer |
|                         | comp. (synth.)                                                      | de compositione verborum Περὶ συνθέσεως ὀνοµάτων (Perì synthéseōs onomátōn)                      | Über die Anordnung der Wörter |
|                         | Dein.                                                               | Deinarchos Περὶ Δεινάρχου (Perì Deinárchou)                                                      | Über Deinarchos |
|                         | Dem.                                                                | Demosthenes                                                                                      | |
|                         | imit. (mim.)                                                        | de imitatione Περὶ µιµήσεως (Perì mimḗseōs)                                                      | Über die Nachahmung |
|                         | Is.                                                                 | Isaios                                                                                           | |
|                         | Isokr.                                                              | Isokrates                                                                                        | |
|                         | Lys.                                                                | Lysias                                                                                           | |
|                         | orat. vet.                                                          | de oratoribus veteribus Περὶ τῶν ἀρχαίων ῥητόρων (Perì tôn archaíōn rhētórōn)                    | Über die Redner der klassischen Zeit |
|                         | Pomp.                                                               | epistula ad Cn. Pompeium Geminum Πρὸς Ποµπήϊον Γεµῖνον ἐπιστολή (Pròs Pompḗïon Gemînon epistolē) | Brief an Gnaeus Pompeius Geminus |
|                         | rhet.                                                               | ars rhetorica Τέχνη ῥητορική (Téchnē rhētorikḗ)                                                  | Redekunst |
|                         | Thuk.                                                               | de Thukydide Περὶ τοῦ Θουκυδίδου χαρακτῆρος (Perì toû Thoukydídou charaktêros)                   | Über Thukydides |
| Dion. Per.              | Dionysios Periegetes                                                | Dionysios Periegetes                                                                             | |
|                         | perieg.                                                             | de situ orbis Περιήγησις τῆς οἰκουµένης (Periḗgēsis tês oikouménēs)                              | Weltbeschreibung |
| Dion. Thrax             | Dionysios Thrax                                                     | Dionysios Thrax                                                                                  | |
|                         |                                                                     | ars grammatica                                                                                   | |
| Dioph.                  | Diophant von Alexandrien                                            | Diophant von Alexandrien                                                                         | |
|                         |                                                                     | arithmetica Ἀριθµητικά (Arithmētiká)                                                             | |
| Diosk.                  | Pedanios Dioscurides                                                | Pedanios Dioscurides                                                                             | |
|                         | alex.                                                               | alexipharmaka                                                                                    | |
|                         | eup.                                                                | de euporistis                                                                                    | |
|                         | mat. med.                                                           | de materia medica                                                                                | Über Heilmittel |
| Diph.                   | Diphilus                                                            | Diphilus                                                                                         | |
|                         |                                                                     | comoediae                                                                                        | |
| Ditt. Or.               | Wilhelm Dittenberger: Orientis Graeci inscriptiones selectae        | Wilhelm Dittenberger: Orientis Graeci inscriptiones selectae                                     | 3. Aufl. (Leipzig 1903/05) |
| Ditt. Syll.             | Wilhelm Dittenberger: Sylloge Inscriptionum Graecarum               | Wilhelm Dittenberger: Sylloge Inscriptionum Graecarum                                            | 3. Aufl. (1915/24) |
| Divisio orb.            | Divisio orbis terrarum                                              | Divisio orbis terrarum                                                                           | |
| DJD                     | Discoveries in the Judaean Desert                                   | Discoveries in the Judaean Desert                                                                | |
| DK                      | Diels/Kranz (nachgestellt bei den Vorsokratiker-Fragmenten)         | Diels/Kranz (nachgestellt bei den Vorsokratiker-Fragmenten)                                      | |
| DNP                     | Der Neue Pauly                                                      | Der Neue Pauly                                                                                   | Hubert Cancik, Helmuth Schneider (Stuttgart 1996–2003)                                                                                               |
| Docs                    | Documents in Mycenaean Greek                                        | Documents in Mycenaean Greek                                                                     | Michael Ventris, John Chadwick (Cambridge 1956) |
| DoctrAddai              | Thaddäusakten (Doctrina Addai)                                      | Thaddäusakten (Doctrina Addai)                                                                   | |
| Don.                    | Aelius Donatus                                                      | Aelius Donatus                                                                                   | |
|                         | gramm.                                                              | ars grammatica                                                                                   | |
|                         | comm. Ter.                                                          | commentum in Terenti comoedias                                                                   | Kommentar zu den Komödien des Terenz |
|                         | comm. Verg.                                                         | commentum Vergili                                                                                | Vergilkommentar |
|                         | vita Ter.                                                           | vita Terentii                                                                                    | Leben des Terenz |
| Doroth.                 | Dorotheos von Sidon siehe auch Ps.-Doroth.                          | Dorotheos von Sidon siehe auch Ps.-Doroth.                                                       | |
| Dosiad.                 | Dosiadas von Rhodos                                                 | Dosiadas von Rhodos                                                                              | |
|                         | gramm.                                                              | ars grammatica                                                                                   | |
| Drac.                   | Blossius Aemilius Dracontius                                        | Blossius Aemilius Dracontius                                                                     | |
|                         | laud.                                                               | de laudibus Dei                                                                                  | |
|                         | Rom.                                                                | Romulae                                                                                          | |
| Dtn (Dt)                | Deuteronomium                                                       | Deuteronomium                                                                                    | |

| Legende zu den Farben der Autoreneinträge | Legende zu den Farben der Autoreneinträge | Legende zu den Farben der Autoreneinträge | Legende zu den Farben der Autoreneinträge                                                      |
| ----------------------------------------- | ----------------------------------------- | ----------------------------------------- | ---------------------------------------------------------------------------------------------- |
|                                           | Autor                                     | Autor                                     | Autorenabkürzung                                                                               |
| SW                                        | Sammelwerk                                | Sammelwerk                                | Sammlung oder Sammelwerk (sowohl moderne als auch antike)                                      |
| AN                                        | Anonym                                    | Anonym                                    | Schrift eines einzelnen, unbekannten Autors                                                    |
| BS                                        | Biblische Schrift                         | Biblische Schrift                         | Schrift des AT oder NT (auch Apokryphen)                                                       |
| RS                                        | Rabbinische Schrift                       | Rabbinische Schrift                       | Mischna, Talmud und sonstige hebräische, nichtbiblische Schrift                                |
| X                                         | Sonstiges                                 | Sonstiges                                 | Abkürzung von Lexikon, Referenz- oder Nachschlagewerk, Schriftreihe etc.; allgemeine Abkürzung |